# 1969 en Norvège
Chronologie de la Norvège
- 1965
- 1966
- 1967
- 1968
- 1969
- 1970
- 1971
- 1972
- 1973

Cet article présente les faits marquants de l'année 1969 en Norvège ou relatifs à la Norvège.

## Gouvernance
- Olav V est roi de Norvège.
- Per Borten est le chef du gouvernement.

## Événements
- Les élections législatives norvégiennes de 1969 (Stortingsvalet 1969, en norvégien) se sont tenues le 8 septembre 1969, afin d'élire les cent cinquante députés du Storting pour un mandat de quatre ans[1].
- 11 septembre : la Chambre de commerce franco-norvégienne fête son 50e anniversaire à l'hôtel Bristol à Oslo[2].
- 30 octobre : la Chambre de commerce franco-norvégienne fête son 50e anniversaire au Cercle Interallié à Paris[2].

## Sport
- La saison 1969 du Championnat de Norvège de football était la 7e édition de la première division norvégienne à poule unique, la Tippeligaen. Les 10 clubs jouent les uns contre les autres lors de rencontres disputées en matchs aller et retour. C'est le Rosenborg BK qui termine en tête du championnat. C'est le 2e titre de champion de Norvège de son histoire.

## Culture
- La Norvège a participé au Concours Eurovision de la chanson 1969 à Madrid, en Espagne. C'est la 10e participation de la Norvège au Concours Eurovision de la chanson. Le pays est représenté par Kirsti Sparboe et la chanson Oj, oj, oj, så glad jeg skal bli, sélectionnées par la Norsk rikskringkasting (NRK) au moyen de la finale nationale Melodi Grand Prix.

## Naissances
- Naissance en Norvège en 1969

## Décès
- Décès en Norvège en 1969